# Édouard Spach
Édouard Spach ( 23 de noviembre de 1801, Estrasburgo - 18 de mayo de 1879, París) fue un botánico y pteridólogo francés.
Hijo de un comerciante de Estrasburgo, va a París en 1824 asistiendo a los cursos de los botánicos René Desfontaines (1750-1831) y Antoine-Laurent de Jussieu (1748-1836).
Es secretario de Charles-François Brisseau de Mirbel (1776-1854). Cuando de Mirbel pasa a profesor en el Museo Nacional de Historia Natural de Francia, él le sigue y pasa así toda su vida.

## Obra
- Histoire naturelle des végétaux. Phanérogames (catorce vols. y un atlas, Roret, París, 1834 a 1848)
- Con el conde Hippolyte Jaubert (1798-1874) Illustrationes plantarum orientalium (cinco vols., Roret, París, 1842 a 1857).

## Honores

### Epónimos
Género
- (Malpighiaceae) Spachea A.Juss.[1]

Especies
- (Asteraceae) Acosta spachii (Willk.) Holub[2]

- (Betulaceae) Alnus spachii Callier[3]

- (Cactaceae) Echinopsis spachiana (Lem.) H.Friedrich & G.D.Rowley[4]

- (Cactaceae) Trichocereus spachianus (Lem.) Riccob.[5]

- (Cistaceae) Fumana spachii Gren. & Godr.[6]

- (Clusiaceae) Hypericum spachianum Steud.[7]

- (Cyperaceae) Carex spachiana Boott[8]

- (Euphorbiaceae) Acalypha spachiana Baill.[9]

- (Fabaceae) Astragalus spachianus Boiss. & Buhse[10]

- (Grossulariaceae) Ribes spachii Jancz.[11]

- (Juglandaceae) Pterocarya spachiana Lavallée[12]

- (Lamiaceae) Lamium spachianum Clem. ex Baldacci[13]

- (Onagraceae) Oenothera spachii D.Dietr.[14]

- (Plumbaginaceae) Statice spachii Girard[15]

- (Rosaceae) Cerasus spachiana Lavallée ex Ed.Otto[16]

- (Rubiaceae) Uragoga spachiana Baill.[17]

- (Tiliaceae) Tilia spachiana Borbás & Braun[18]

## Fuente
- Philippe Jaussaud & Édouard R. Brygoo. 2004. Du Jardin au Muséum en 516 biographies. Museo Nacional de Historia Natural de Francia, en París : 630 pp.

- La abreviatura «Spach» se emplea para indicar a Édouard Spach como autoridad en la descripción y clasificación científica de los vegetales.[19]